# Gut Schmabek

Das Gut Schmabek um 1893

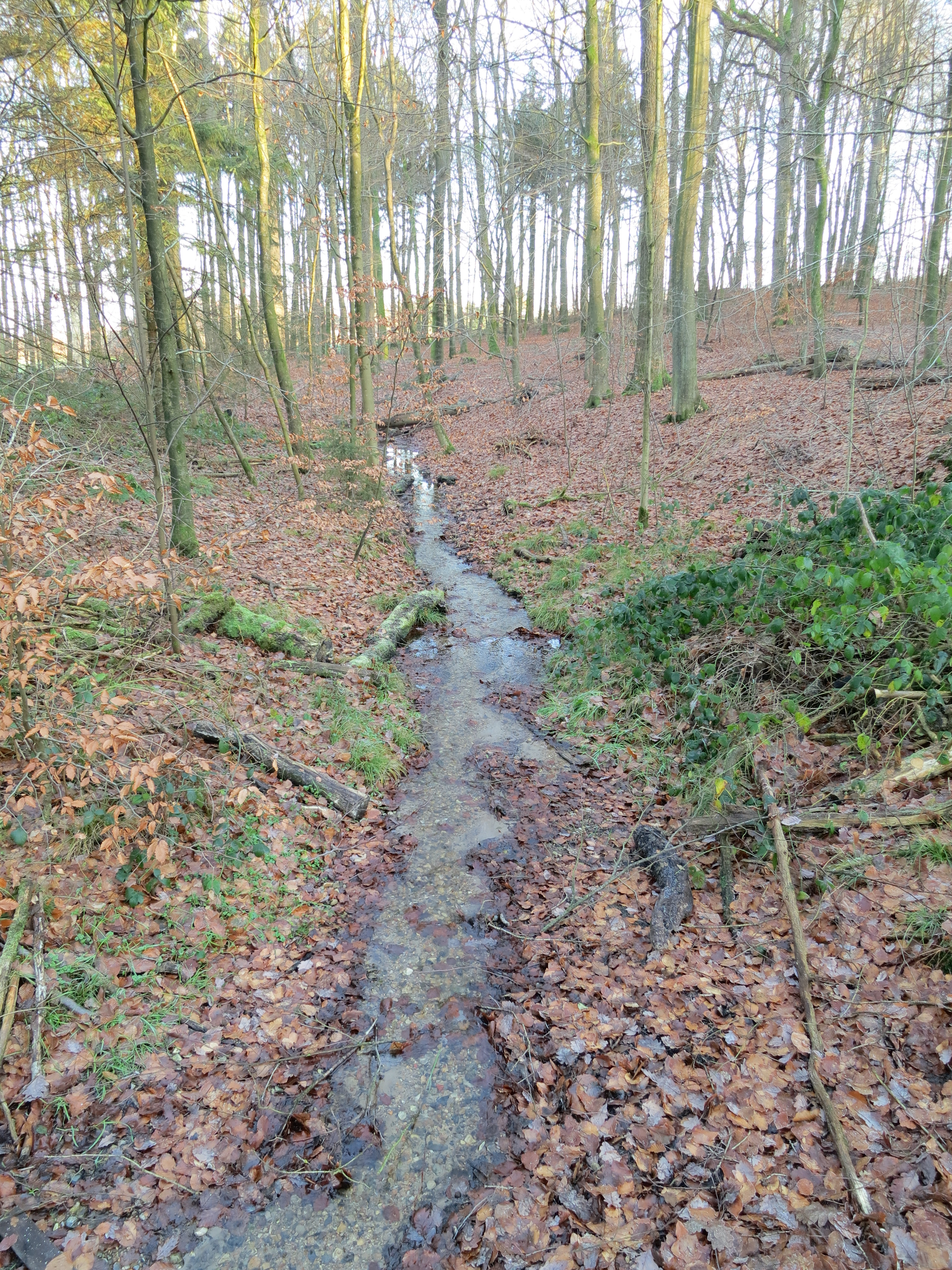
Der Bach Schmabek

Das Gut Schmabek ist ein ehemaliger Gutshof in Itzehoe. Die Gebäude des Gutes wurden 2009/2010 bis auf eine noch vermietete Lagerscheune abgerissen. Der Hof ist nicht identisch mit dem etwa einen Kilometer entfernt gelegenen Geflügelhof Schmabek.
Das Gut hatte seinen Namen von dem Gebiet, das wiederum nach dem Bach Schmabek benannt ist, der durch das Gebiet fließt. Lange Zeit wurden die Schmabeker Ländereien nur punktuell und periodisch genutzt; 1641 wurde dann eine Schäferei eingerichtet, die über ein Jahrhundert betrieben wurde. In der zweiten Hälfte des 18. Jahrhunderts wurden auf dem Gebiet vier Pachthöfe ausgelegt, von denen aber nur die später Blauer Lappen genannte Landstelle Bestand hatte. Anstelle der übrigen Höfe entstand ab 1828 das Gut Schmabek, das längere Zeit zuletzt im Eigentum des Kreises Steinburg stand, der auch Waldeigentümer des Kreisforstes Schmabek ist. In den Jahren 2009/2010 wurden die Gebäude, die nach dem Ende des wirtschaftlichen Betriebes zunehmend verfallen waren, wegen Baufälligkeit abgerissen.

## Betreiber
Betrieben wurde das Gut Schmabek von Pächtern und später auch Eigentümern:
- Etatsrat und Bürgermeister von Itzehoe Rötger als Begründer des Gutes (1829 bis 1851)
- Wilhelm Elvert (1851 bis 1862)
- Detmering (1862 bis 1865)
- Kophamel (1865)
- W. A. Diedrich (1865 bis 1872)
- Auguste Waetje (1872 bis 1875)
- Ernst Carl August Göttinger (1875 bis 1880)
- Adolf Koppätzky (1880 bis 1881)
- Hermann Klocker (1881 bis 1895)
- Willy Evers (1895 bis 1896)
- Chr. E. Bartels (1896 bis 1897)
- J. K. Chr. M. Grimminger (1897)
- Otto Friedrich Alsen (1897 bis 1902)
- Wilhelmine Alsen (ab 1902)